# Flowblade
A Flowblade Movie Editor szabad és nyílt forráskódú videoszerkesztő program Linux operációs rendszerre. A projektet 2009 augusztusában hívta életre Janne Liljeblad vezető fejlesztő. A szoftver forráskódjának a GitHub ad otthont.